# Sterculia ponapensis
Sterculia ponapensis är en malvaväxtart som beskrevs av Kanehira. Sterculia ponapensis ingår i släktet Sterculia och familjen malvaväxter. Inga underarter finns listade i Catalogue of Life.